# Meri de Garis
Dr Meri de Garis (Dr. Mary Clementina De Garis, Čarlton, 1881 —  Džilong, 1963) australijanska lekarka i akušerka, druga žena u Viktoriji sa diplomom medicine, učesnica kampanje u Velikom ratu, borac za ženska prava i dobrobit dece.

## Život i karijera
Rođena je u Čarlton, na severu Viktorije, 1881. godine, zajedno sa svojom sestrom bliznakinjom, od oca Elishi De Garis, metodističkog sveštenika, preduzetnik koji se bavio navodnjavanjem, trgovinom nekretninai sušenim voćem u Milduri, i majke Elizabeth Buncle, medicinska sestra i babica. Ona i njena sestra blizanka bile su najstarije od šestero dece. 
Zajedno sa sestrom bliznakinjom pohađala je Metodistički ženski koledž u Melburnu, u kojoj je gdje je Meri de Garis diplomirala 1898. godine. Studije medicine, kao jedna od retkih žena, upisala je 1900. na Univerzitetu u Melburnu. Žene medicinira među kojima je bila i Meri bile us mentori jedna drugoj; a De Garis je pomogla u formiranju Viktorijanskog ćenskog medicinskog udruženja (Victorian Women's Medical Society 's Society). Diplomirala je 1905. godine, a 1907. bila je druga žena u Viktoriji koja je stekla zvanje doktora medicine.
Sa odličnim rezultatima dobila je rezidentnu poziciju u bolnici u Melburnu, iz koje je nakon ove godine, 1907. godine, otputovala u bolnicu Muttaburra u Queenslandu, u kojoje je bila jedini hirurg 14 meseci. Zatim je boravila u Velikoj Britaniji, Evropi i SAD kako bi završila postdiplomske kurseve.
Vratila se u Melbourn 1910. godine, na mesto rezidentnog hirurg u bolnici Tibooburra u Novom Južnom Velsu. Tokom ovog perioda života upoznala je Colina Thomsona, farmera, i oni su se verili u julu 1914. godine, samo dve sedmice pre nego što je Britanija objavila rat Nemačkoj. Njen verenik se, odmah prijavio kao dobrovoljac u Britanskoj vojsci, i kao njen pripadnik ratovao u Egiptu, Galipolju i Francuskoj. Kada se De Garis samostalno odlučio na putovanje u London, prvo što je dočekalo u ovom gradu bila je vest da je 4. avgusta 1916. godine njen verenik Colin Thomson poginuo u Bici na grebenu Pozieres.
Kao i njen verenik i De Garis je po izbijanju Velikog rata, ponudila svoje lekarske usluge australskoj vojsci, koja je odbacila njen zahtev — jer je Politika u australijskoj i britanskoj vojsci u tom periodu rata bila da da ne prihvata žene doktore, već samo medicinske sestre. 
Nakon toga, vidno razočarana, De Garis se pridružila Bolnici škotskih žena za službu u inostranstsvu, organizaciji koja je osnivala i nudila ženske medicinske jedinice saveznicima. 

Kao članica Jedinica „Amerika” otputovala je na Solunski front i u Grčkoj i Makedoniji učestvovala u radu Bolnice škotskih žena — Jedinica „Amerika“ u Ostrovu, pod neposrednom komandom srpske vojske. De Garis je bila glavni medicinski službenik bolnice u Ostrovu, sa 200 kreveta pod šatorima skoro 12 meseci (1917—1918). Uslovi u kojima je radila za vreme rata na Solunskom frontu bili su jako teški, ne samo zbog velikog priliva ranjenika i bolesnika već i zbog zime koja je bila jako hladna sa mnogo snega, i velike vrućine tkkom leta, što je u ovom enedmskom području za malariju pogodovalo širenju zaraznih bolesti. Njen stil rukovođenja bio je samoinicijativan i autoritativan, pa su ga neki kritikovali, i zamerali što nerado konsutuje druge, na šta bi ona odgovarala... 
...da joj ne treba savetodavni odbor i da oseća veliku odgovornost za svoje osoblje.
U septembru 1918. godine, nakon smrti majke, De Garis je podnela ostavku u Jedinica „Amerika”.
U Melburn se vratila februara 1919. godine, i u lokalnoj bolnici radila je kao prva žena lekar do aprila 1919. godine. Kada je nakon rata obnovljena bolnica u Džilongu 1920-ih, De Garis je radila u porodilištu sedam godina. Međutim kako administrcija bolnice nije videli potrebu za akušeom, jer su se žene srednje klase porađale u privatnim porodilištima, a siromašne kod svojih kuća nakon što bi pozvale babicu, De Garis je skraja 1920-tih napustila bolnicu.
Kada je 1931. godine u Džilongu, gradu u Australiji u saveznoj državi Viktorija osnovano porodilište, De Garis je postalas šef jedne od jedinica. Kako je u prethodne tri godine, bilo visokih stopa smrtnosti majki i dojenčadi u državi Viktorija, svojim radom i zalaganjem De Garis je postavila sopstveni rekord od 1.000 uspečno obavljenih porođaja do 1938. godine, bez gubitka majki, što je bio izvanredan rezultat njenog rada.
Neprestanim zalaganje uspela je da poboljšala zdravlje majki i beba promovišući poboljšan način dijete. Neke od njenih intervencija za trudnice su tadfa bile revolucionarne i kasnije su kao takve postale sastavni deo prakse.
Bila je jedini ženski doktor u Džilongu do 1941. godine i jedan od najcenjenijih opstetričar među brojnim generacijama žena u Džilongu, sve do penzionisanja 1958. godine. Godine 1954, Džilong bolnica njoj u čast nazvalaje je jednu zgradu u bolnici „De Garis House”.
Preminula je 1963. u Džilongu, u 81 godini života.

## Bibliografija
- De Garis je za života objavila oko 2.000 rukopisa i objavila nekoliko knjiga mešu kojima i knjigu „Teorija opstetricije" (1930.).[6]
- Autor je još dve knjige, i 48 radova objavljenih u medicinskim časopisima.[7]
- Redovno se objavljivala radove na konferencijama Britanskog medicinskog udruženja.
- Autor je mnogih pisama urednicima o društvenim i ekonomskim pitanjima.

## Priznanja
Za ratnu službu u Velikom ratu dobila je od:
- Srpske vlade orden Svetog Save, III reda,
- Britanska vlade dve medalje za učešče u ratu.

## Literatura
- De Garis, M. C, The Theory of Obstetrics, Tindall and Cox, London, England, 1930. Details
- Leneman, Leah, In the Service of Life: The Story of Elsie Inglis and the Scottish Women's Hospitals, Mercat, Edinburgh, Scotland, 1994. The Publisher’s Site:
- Deakin University Media Release (језик: енглески)
- Deakin University: Research Show Case (језик: енглески)
- Scottish Women’s Hospitals: Section on De Garis (језик: енглески)
- The Great War (језик: енглески)
- Women in Australia Архивирано на веб-сајту  (26. септембар 2022) (језик: енглески)
- Australian Nurses in World War I (језик: енглески)
- “The forgotten Australian women doctors of the Great War” Heather Sheard: Post-doctoral researcher at University of Melbourne: The Conversation: 17 March 2015: (језик: енглески)

## Spoljašnje veze
- De Garis, Mary Clementina (1881 - 1963) Архивирано на веб-сајту  (26. септембар 2022) (језик: енглески)
- WW1 - The Scottish Women’s Hospitals (1914—1919) (језик: енглески)